# من القاتل (فلم)
من القاتل؟ هو فيلم مصري عرض عام 1956، بطولة سميرة أحمد وإسماعيل ياسين ومحسن سرحان ومحمود المليجي وحسين رياض، ومن إخراج حسن الصيفي.

## قصة الفيلم
تدور أحداث الفيلم حول سعاد هانم والتي تذهب ضحية لجريمة قتل خلال حفل زفاف سميرة، ويتم العثور على جثتها في الحديقة، ويشتبه المحقق في أربعة أشخاص، وهم: (سعيد، وسليمان، وسليم، ومجدي)، تحوم الشكوك خلال التحقيق حول مجدي، خاصة بعد اختفائه المريب، لكن مع استمرار التحقيق تنكشف المزيد من المفاجآت.

## طاقم التمثيل
- سميرة أحمد: (سميرة)
- أمينة نور الدين: (سعاد هانم - القتيلة)
- وداد حمدي: (زكية زوجة نبيه)
- محسن سرحان: (سعيد)
- حسين رياض: (سليمان - والد سميرة)
- محمود المليجي: (سليم - أخو سعاد)
- جميل عز الدين: (مجدي عبد اللطيف)
- إسماعيل ياسين: (نبيه)
- رشدي أباظة: (ضابط الشرطة / رشدي)
- عدلي كاسب: (وكيل النيابة)
- رفيعة الشال: (والدة سميرة)
- سليمان الجندي
- علية فوزي
- عبد العظيم كامل
- عبد الغني النجدي: (بائع اللب)
- بثينة حسن
- محمد سليمان
- جمال الدين محمود
- سلوى عبد العزيز
- أحمد سليمان
- سعيد حسن
- أحمد فؤاد

## فريق العمل
- إخراج: حسن الصيفي
- تأليف: محمد كامل حسن المحامي
- مدير التصوير: ألفيزي أورفانيللي
- مونتاج: كمال أبو العلا
- إنتاج: لوتس فيلم (آسيا داغر)
- توزيع: لوتس فيلم (آسيا داغر)